# Promozione Abruzzo 1981-1982
Nella stagione 1981-1982 la Promozione era sesto livello del calcio italiano (il massimo livello regionale). Qui vi sono le statistiche relative al campionato in Abruzzo.
Il campionato è strutturato in vari gironi all'italiana su base regionale, gestiti dai Comitati Regionali di competenza. Promozioni alla categoria superiore e retrocessioni in quella inferiore non erano sempre omogenee; erano quantificate all'inizio del campionato dal Comitato Regionale secondo le direttive stabilite dalla Lega Nazionale Dilettanti, ma flessibili, in relazione al numero delle società retrocesse dal Campionato Interregionale e perciò, a seconda delle varie situazioni regionali, la fine del campionato poteva avere degli spareggi sia di promozione che di retrocessione.

## Squadre partecipanti
| Club                 | Città                     |
| -------------------- | ------------------------- |
| A.S. Angizia         | Luco dei Marsi (AQ)       |
| Pol. Ate Tixa        | Atessa (CH)               |
| U.S. Castelfrentano  | Castel Frentano (CH)      |
| S.S. Fucense         | Trasacco (AQ)             |
| A.S. Guardiagrele    | Guardiagrele (CH)         |
| S.S. Guardiavomano   | Notaresco (TE)            |
| Pol. Hatria          | Atri (TE)                 |
| S.S. Incoronata      | Vasto (CH)                |
| G.S. Paganica        | L'Aquila                  |
| A.S. Pineto          | Pineto (TE)               |
| U.S. Pratola Peligna | Pratola Peligna (AQ)      |
| S.P. Rosetana        | Roseto degli Abruzzi (TE) |
| U.S. Scaloriver      | Chieti                    |
| S.S.C. Silvi         | Silvi (TE)                |
| S.S. Tagliacozzo     | Tagliacozzo (AQ)          |
| U.S. Termoli         | Termoli (CB)              |
| Pol. Val di Sangro   | Atessa (CH)               |

### Classifica finale
|  | Pos. | Squadra         | Pt | G  | V  | N  | P  | GF | GS | DR  |
|  | ---- | --------------- | -- | -- | -- | -- | -- | -- | -- | --- |
|  | 1.   | Val di Sangro   | 45 | 32 | 13 | 13 | 3  | 44 | 17 | +27 |
|  | 2.   | Angizia         | 43 | 32 | 17 | 9  | 6  | 48 | 17 | +31 |
|  | 3.   | Incoronata      | 43 | 32 | 18 | 7  | 7  | 37 | 23 | +14 |
|  | 4.   | Termoli         | 39 | 32 | 14 | 11 | 7  | 41 | 26 | +15 |
|  | 5.   | Hatria          | 39 | 32 | 14 | 11 | 7  | 41 | 28 | +13 |
|  | 6.   | Rosetana        | 37 | 32 | 12 | 13 | 7  | 31 | 25 | +6  |
|  | 7.   | Guardiagrele    | 36 | 32 | 15 | 6  | 11 | 47 | 38 | +9  |
|  | 8.   | Silvi           | 35 | 32 | 13 | 9  | 10 | 39 | 29 | +10 |
|  | 9.   | Pineto          | 32 | 32 | 11 | 10 | 11 | 49 | 42 | +7  |
|  | 10.  | Tagliacozzo     | 32 | 32 | 12 | 8  | 12 | 39 | 40 | -1  |
|  | 11.  | Pratola Peligna | 31 | 32 | 10 | 11 | 11 | 37 | 39 | -2  |
|  | 12.  | Fucense         | 26 | 32 | 6  | 14 | 12 | 28 | 34 | -6  |
|  | 13.  | Paganica        | 26 | 32 | 6  | 14 | 12 | 36 | 53 | -17 |
|  | 14.  | Ate Tixa        | 23 | 32 | 6  | 11 | 15 | 29 | 40 | -11 |
|  | 15.  | Guardiavomano   | 23 | 32 | 6  | 11 | 15 | 25 | 47 | -22 |
|  | 16.  | Scaloriver      | 19 | 32 | 3  | 13 | 16 | 17 | 43 | -26 |
|  | 17.  | Castelfrentano  | 15 | 32 | 5  | 5  | 22 | 29 | 76 | -47 |

## Spareggio
spareggio ad Atri: Angizia Luco-Incoronata Vasto 1-0 d.t.s.

### Verdetti finali
- Angizia Luco promossa dopo spareggio
- Nessuna retrocessione per ampliamento del campionato.